# سپس وویوودینا
سپس وویوودینا (به صربی: Спортски и пословни центар "Војводина", Sportski i poslovni centar "Vojvodina") که به عنوان اپنس شناخته شده است، ورزشگاه چند منظوره واقع در نووی ساد، استان خودمختار وویوودینا، صربستان است.